# 福島岳
福島岳（ふくしまだけ、Fukushima Dake ; 英語: Mount Fukushima）は、南極大陸のドロンニング・モード・ランドにあるやまと山脈の最高峰。標高について、日本の資料は2494m、アメリカ合衆国ほかの資料は2470mをとっている。

## 名称
山の名は、昭和基地付近において遭難死した日本の地球物理学者・福島紳（ふくしま しん）にちなむ。
南極研究科学委員会（SCAR）がまとめた各国による地名呼称によれば、日本が Fukushima Dake、ロシアが Fukusima dake、アメリカ合衆国が Mount Fukushima、ベルギーが Mont Fukushima として、それぞれこの山を地図に記載している。

## 地理
やまと氷河 (Yamato Glacier) のすぐ北に位置する。岩がちの山塊で、周辺からの比高は約1,600m。多数の不規則なピークがある。

## 歴史
この山は1960年、ギド・デローム（Guido Derom）が率いるベルギーの観測隊によって発見された。
福島紳は理化学研究所に所属するオーロラの研究者で、第4次南極地域観測隊の越冬隊に参加していたが、1960年10月10日、激しいブリザードの中で遭難した。折しも昭和基地に滞在していたベルギーの観測隊の隊員に行方不明者が出（のちに救出された）、その捜索のために昭和基地が手薄になっていた時の出来事であった。
福島は日本の南極観測史上初の犠牲者であり、2018年現在、南極観測隊員では唯一の犠牲者である。昭和基地内の遭難地点と、西オングル島の遺体発見地には、福島をしのぶ福島ケルン（石積みの塚）が設けられ、慰霊祭が行われている。なお南極観測隊員以外では、1974年1月に南極観測船「ふじ」乗組の、また2015年（平成27年）2月3日には「しらせ」乗組の、それぞれ海上自衛隊員1名が南極で事故死している。
福島紳の遭難直後、ベルギー隊のギド・デローム隊長は、日本の第4次南極越冬隊（鳥居鉄也隊長）に対し、「やまと山脈」（この時点ではまだ命名されておらず、後に日本側が「やまと山脈」、ベルギー側が「クイーン・ファビオラ山脈」と命名する。また、この時点ではベルギー隊が空中写真を撮影しただけで、実地調査は行われていなかった）の発見に関する優先権を主張するとともに、その最高峰を「福島岳」と命名すること、他に3つの氷河に日本名を与えることを申し入れた。日本越冬隊の鳥居隊長は、越冬隊には地名を命名する権限が無いとして申し入れ自体は受け入れなかったが、山脈の最高峰を「福島岳」と命名することについては互いに合意している。
1960年11月20日、日本隊が実地調査を行い、木崎甲子郎（地学担当、当時北海道大学助手）と深瀬一男（食糧担当、当時文部省学術課所属）が初登頂に成功した。
1961年2月、「福島岳」（Fukushima Dake）は、「みずほ平原」「やまと山脈」「白瀬氷河」とともに、日本の南極地域観測統合推進本部により、正式名称として決定された。
アメリカ地質調査所（USGS）の地名情報システム（GNIS）は、Mount Fukushima という名称について、Guido Derom による命名としている。